# Monthois
Monthois település Franciaországban, Ardennes megyében. Lakosainak száma 396 fő (2022. január 1.). Monthois Challerange, Liry, Marvaux-Vieux, Saint-Morel és Séchault községekkel határos.

## Népesség
A település népességének változása:
| Lakosok száma | 417  | 388  | 376  | 382  | 376  | 372  | 374  | 385  | 388  | 396  |
|               | 1968 | 1982 | 1990 | 2006 | 2013 | 2015 | 2017 | 2019 | 2020 | 2022 |